# NGC 2904
NGC 2904 је елиптична галаксија у сазвежђу Шмрк (Пумпа) која се налази на NGC листи објеката дубоког неба.
Деклинација објекта је - 30° 23' 6" а ректасцензија 9h 30m 16,9s. Привидна величина (магнитуда) објекта NGC 2904 износи 12,5 а фотографска магнитуда 13,5. Налази се на удаљености од 45,184 милиона парсека од Сунца. NGC 2904 је још познат и под ознакама ESO 434-6, MCG -5-23-3, AM 0928-300, PGC 26981.